# Григорьев, Олег Вадимович
Олег Вадимович Григорьев (16 июля 1960 — 3 декабря 2020, Москва) — российский экономист, аналитик; государственный советник первого класса, руководитель «Научно-исследовательского центра Олега Григорьева „Неокономика“».

## Биография
В 1982 году окончил экономический факультет Московского государственного университета (МГУ) по специальности экономическая кибернетика. С 1982 по 1989 год научный сотрудник ЦЭМИ АН СССР. Затем в течение трех лет работал в Центральном межведомственном институте повышения квалификации строителей (ЦМИПКС) при МИСИ. В период распада СССР, с 1991 по 1992 год, советник в Верховном совете России, а затем сотрудник Экспертного института РСПП (1992—1994).
С 1994 по 1997 год заместитель руководителя аппарата Комитета по экономической политике Государственной Думы, откуда перешел на пост начальника отдела в Экономическом управлении Президента РФ (1997—1998). В 1998—1999 годах начальник управления налоговой политики, а также исполнял обязанности заместителя председателя Государственного Комитета по развитию предпринимательства России; с 2000 по 2001 год директор НИЦ «Экобезопасность» при Госкомприроды России. В 2003—2004 годах заместитель директора Российского института радионавигации и времени (РИРВ).
С 2004 по 2008 год независимый специалист по российским системам муниципального и государственного управления, после чего — с 2008 по 2011 — работал старшим экономистом в компании экспертного консультирования «НЕОКОН». С октября 2011 года он являлся учредителем и научным руководителем собственного проекта: «Научно-исследовательского центра Олега Григорьева „Неокономика“». Специализировался на макроэкономике, работал над проблемой влияния системы расселения на экономику России; выступал экспертом для ряда компаний и СМИ, включая газету «Бизнес Online», ТАСС, газеты «Московский комсомолец», «Вечерняя Москва» и «Известия», журнал «Эксперт», а также — инвестиционную компанию «ФИНАМ».

## Работы
- Эпоха роста. Лекции по неокономике. Расцвет и упадок мировой экономической системы. — М.: Карьера Пресс, 2014. — 436 с. — 2000 экз. — ISBN 978-5-00074-026-2.[48][49][50]
  - Эпоха роста. Лекции по неокономике. Расцвет и упадок мировой экономической системы. — 2-е изд. — М.: Карьера Пресс, 2016. — 448 с. — 2000 экз. — ISBN 978-5-00074-101-6.[51][52][53]
  - Олег Григориев. Епоха на растежа. Лекции по неокономика :  [болг.] / превод от руски: Митко Хитов. — София : Изток-Запад, 2016. — 480 с. — ISBN 978-619-152-834-9. — ISBN 978-619-152-833-2.[54]